# 鯉魚門市政大廈

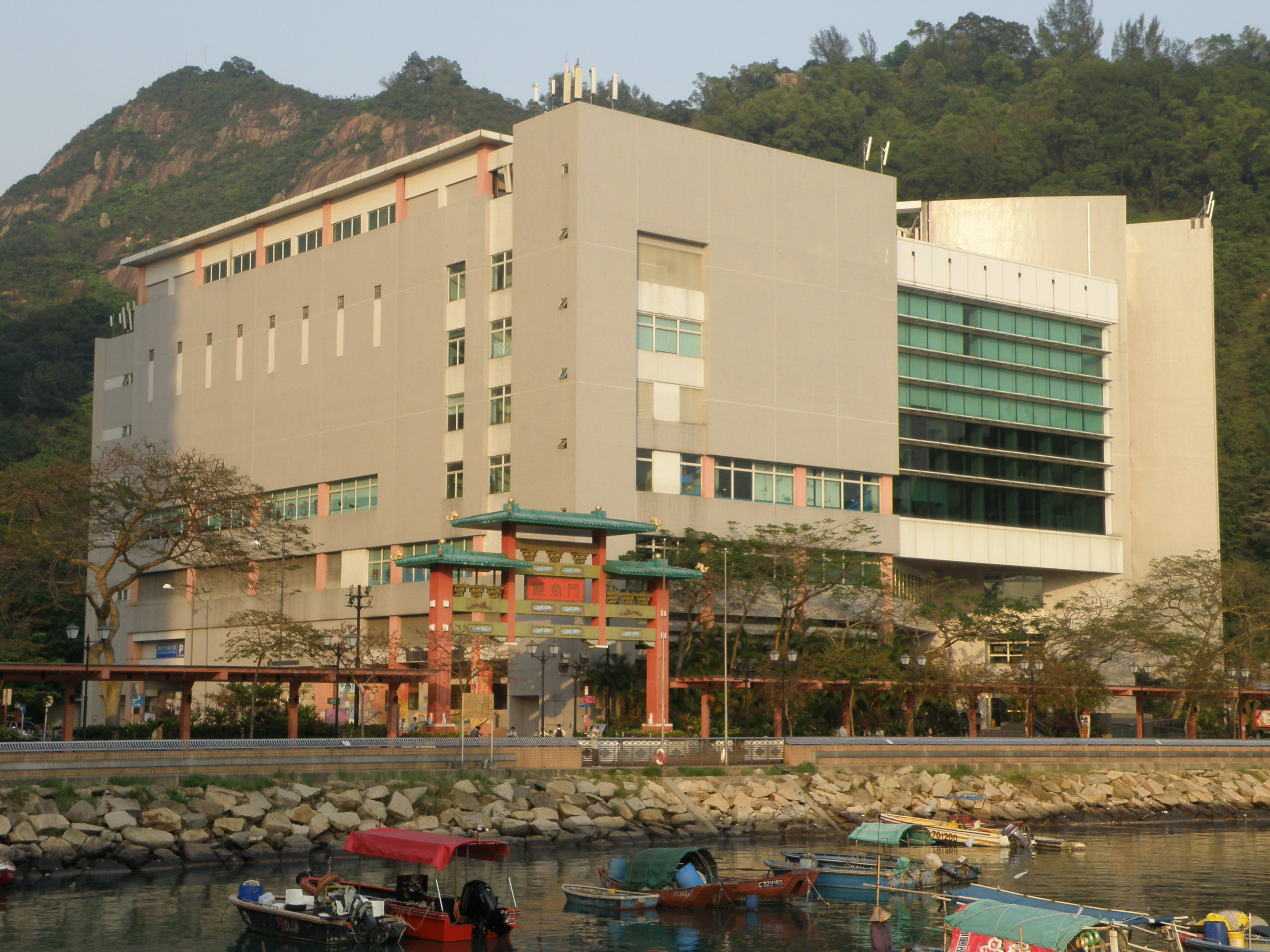
鯉魚門市政大廈

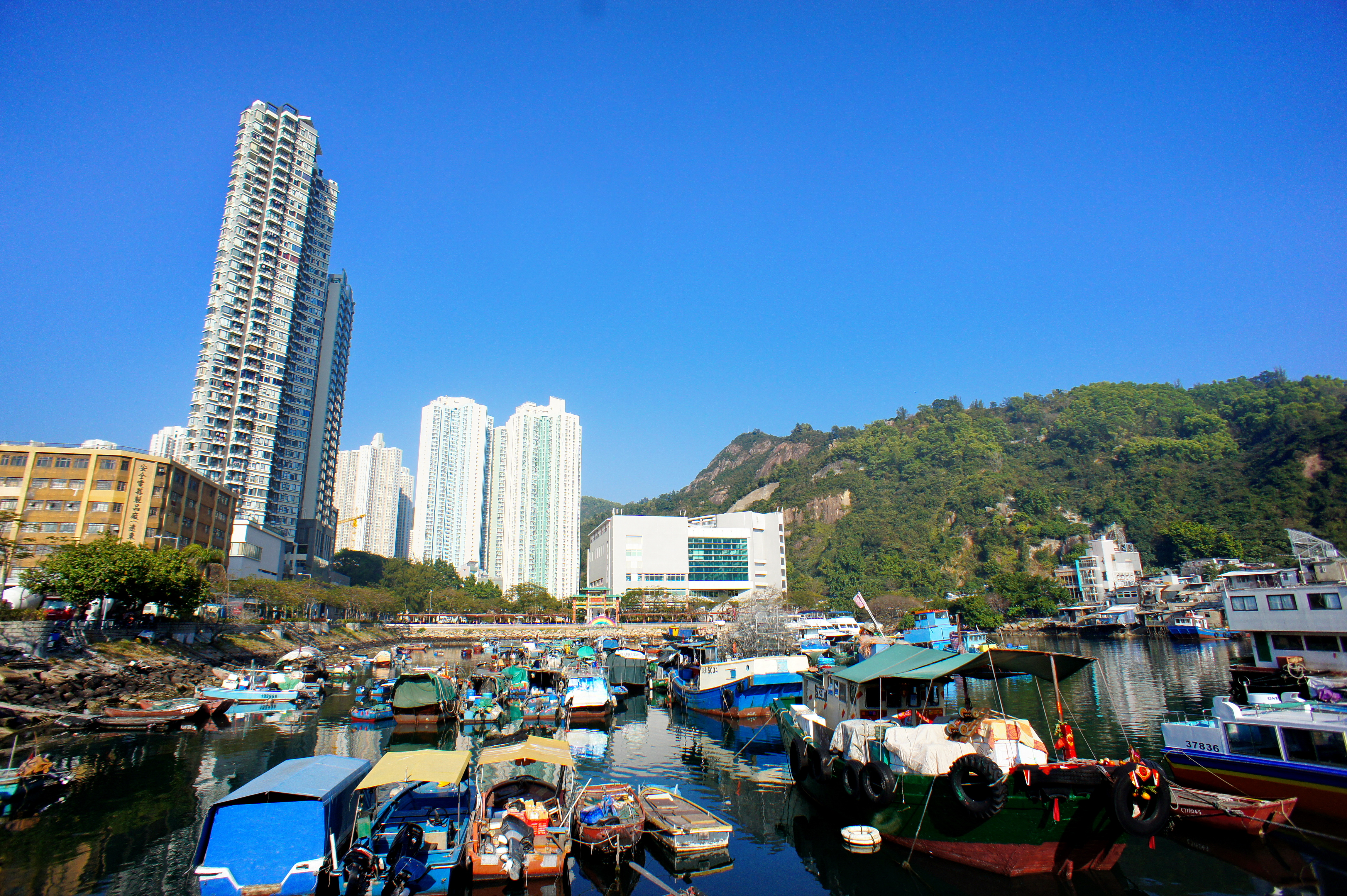
從三家村避風塘觀望鯉魚門市政大廈

鯉魚門市政大廈（英語：Lei Yue Mun Municipal Services Building）是香港多用途的市政大樓，位處於九龍油塘鯉魚門徑6號，於2000年9月5日啟用，佔地1,000平方米。
初期稱三家村市政大廈（英語：Sam Ka Tsuen Municipal Services Building），2003年1月6日起改為現稱。

## 樓層與設施

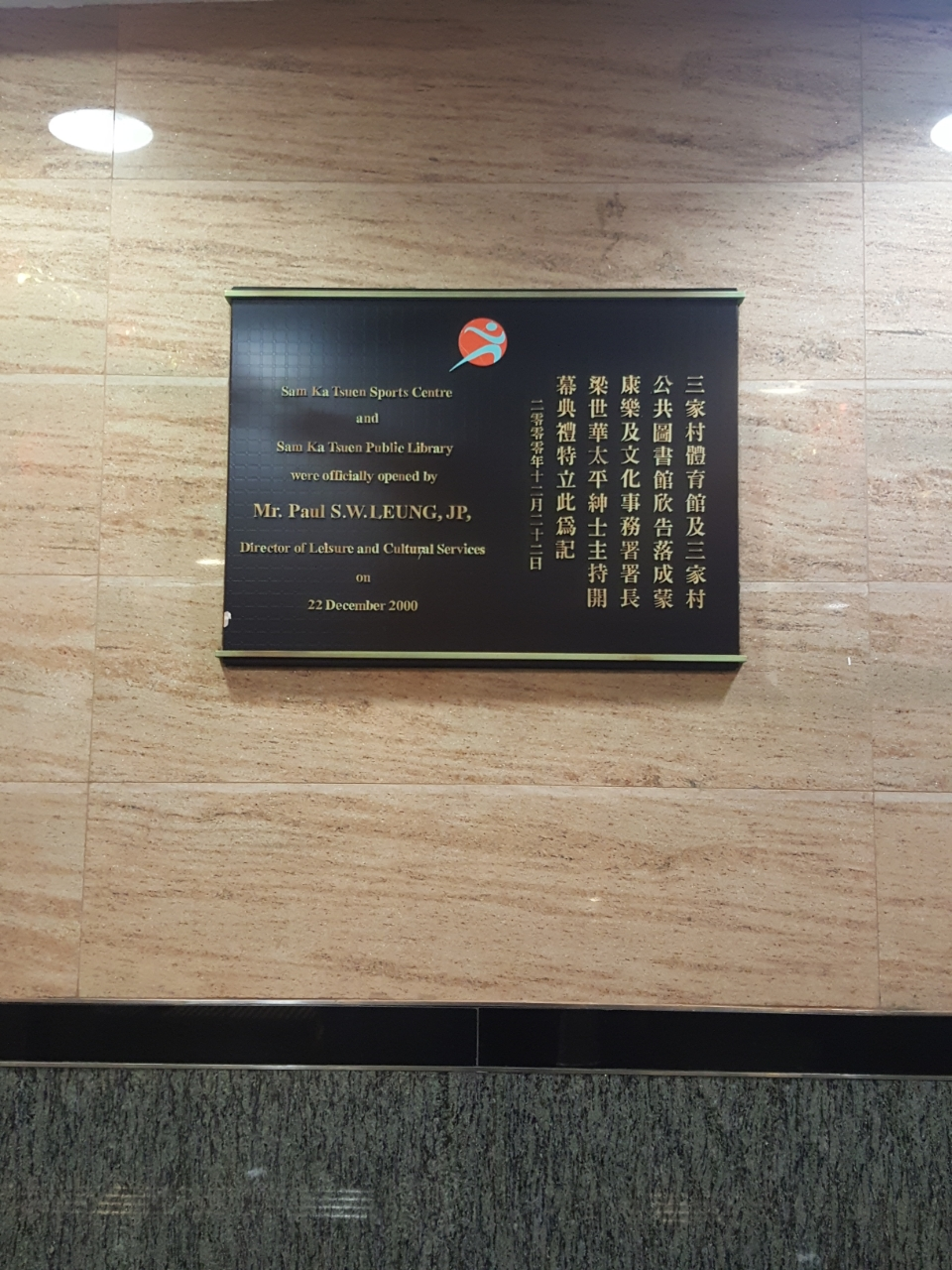
落成與開幕的牌匾

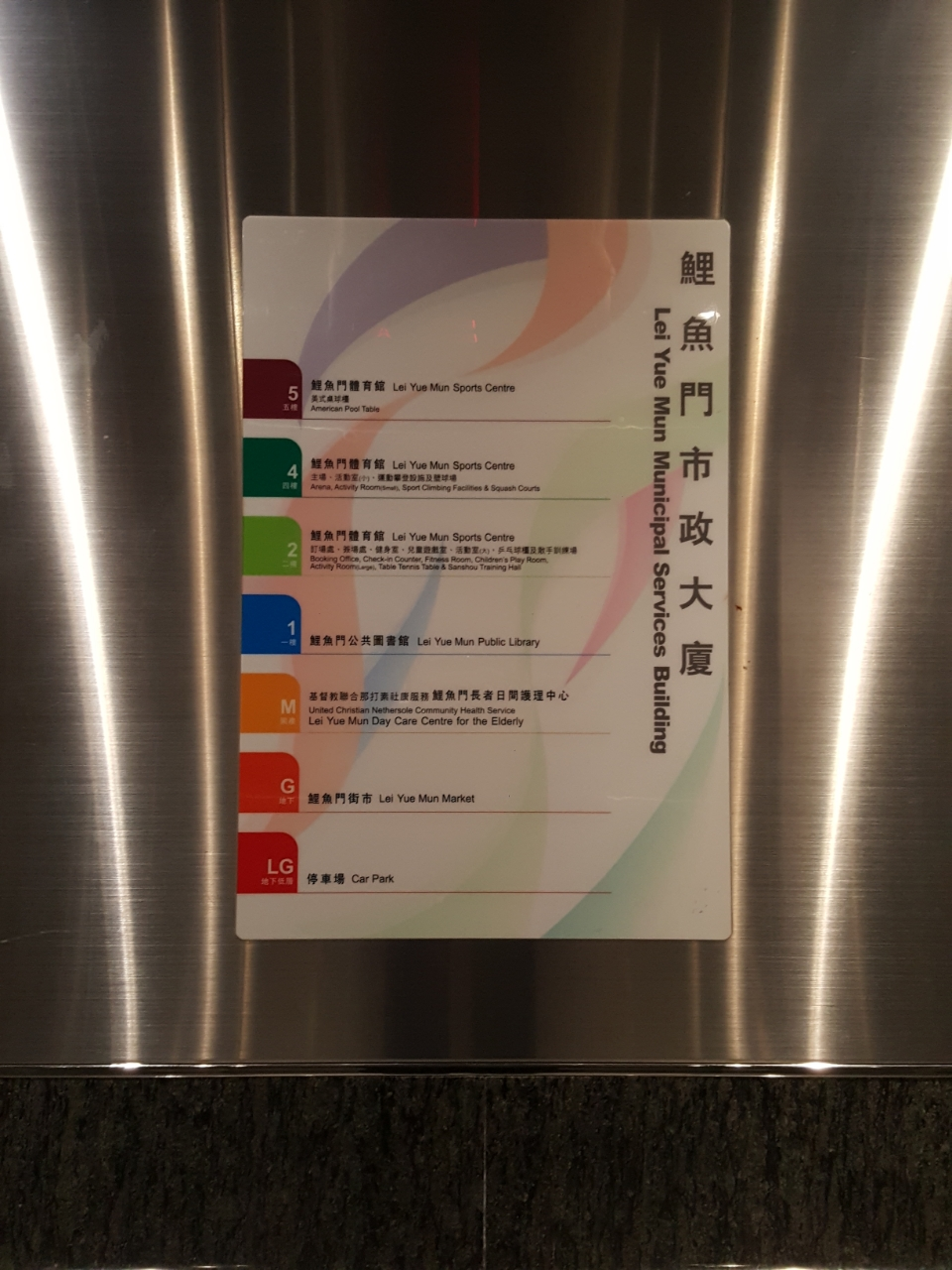
鯉魚門市政大廈樓層指南

樓層分布圖：
| 樓層（號碼）     | 用途／設施                                     |
| 6樓（6/F）       | 機房（不對外開放）                             |
| 5樓（5/F）       | 鯉魚門體育館                                   |
| 4樓（4/F）       | 鯉魚門體育館                                   |
| 3樓（3/F）       | 機房（不對外開放）                             |
| 2樓（2/F）       | 鯉魚門體育館                                   |
| 1樓（1/F）       | 鯉魚門公共圖書館                               |
| 閣樓（M/F）      | 基督教聯合那打素社康服務鯉魚門長者日間護理中心 |
| 地下（G/F）      | 鯉魚門街市、電梯大堂                           |
| 低層地下（LG/F） | 停車場                                         |

### 低層地下
低層地下為停車場。

### 地下
地下有一部份為鯉魚門街市（與位於鯉魚門廣場的近名街市並無關連）。同一層設有3部升降機的等候大堂及一條樓梯，前往大廈上層各種設施。

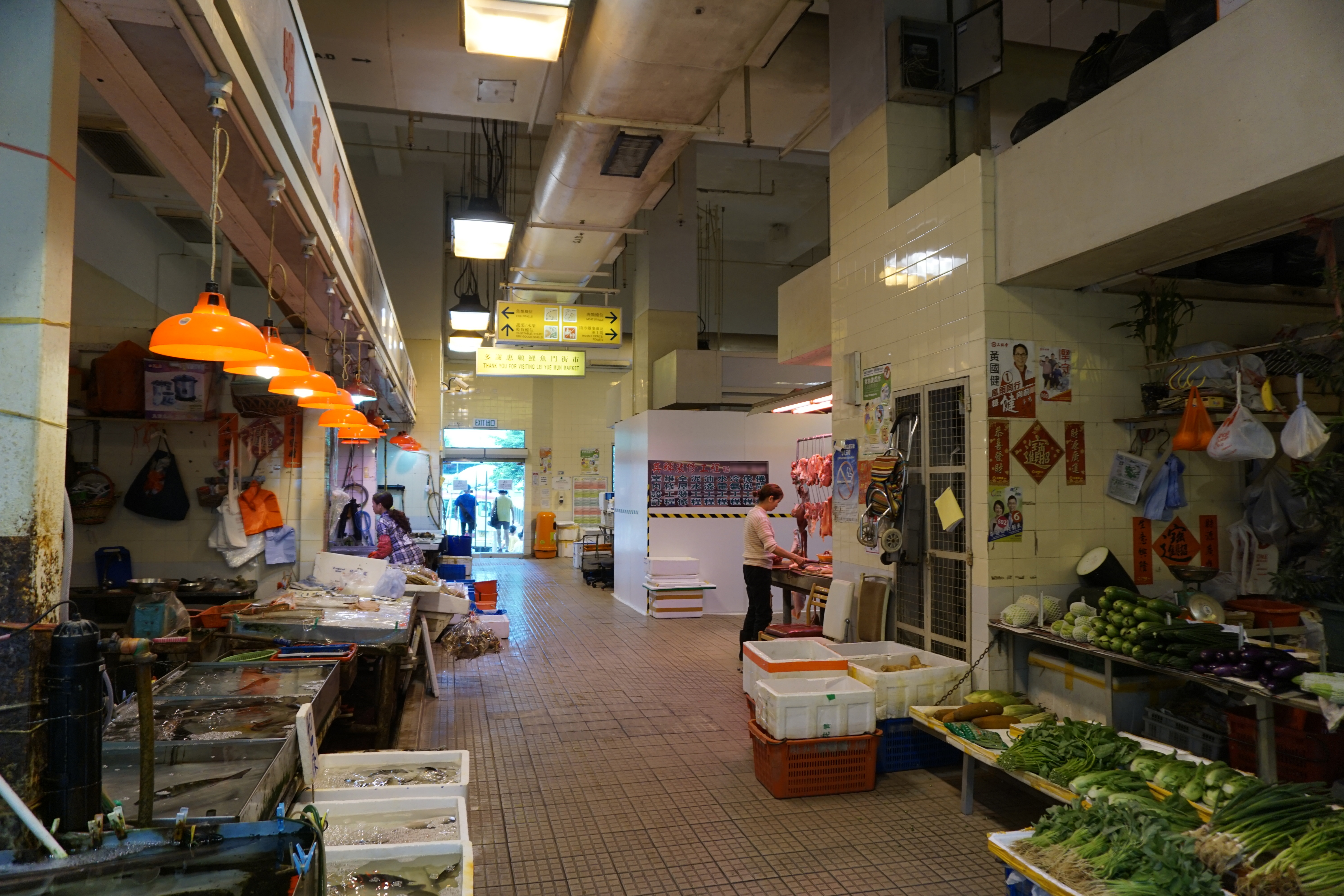
鯉魚門市政大廈街市

### 閣樓
閣樓全層為基督教聯合那打素社康服務鯉魚門長者日間護理中心。

### 1樓
1樓全層為鯉魚門公共圖書館（於2003年1月6日前稱為三家村公共圖書館）。

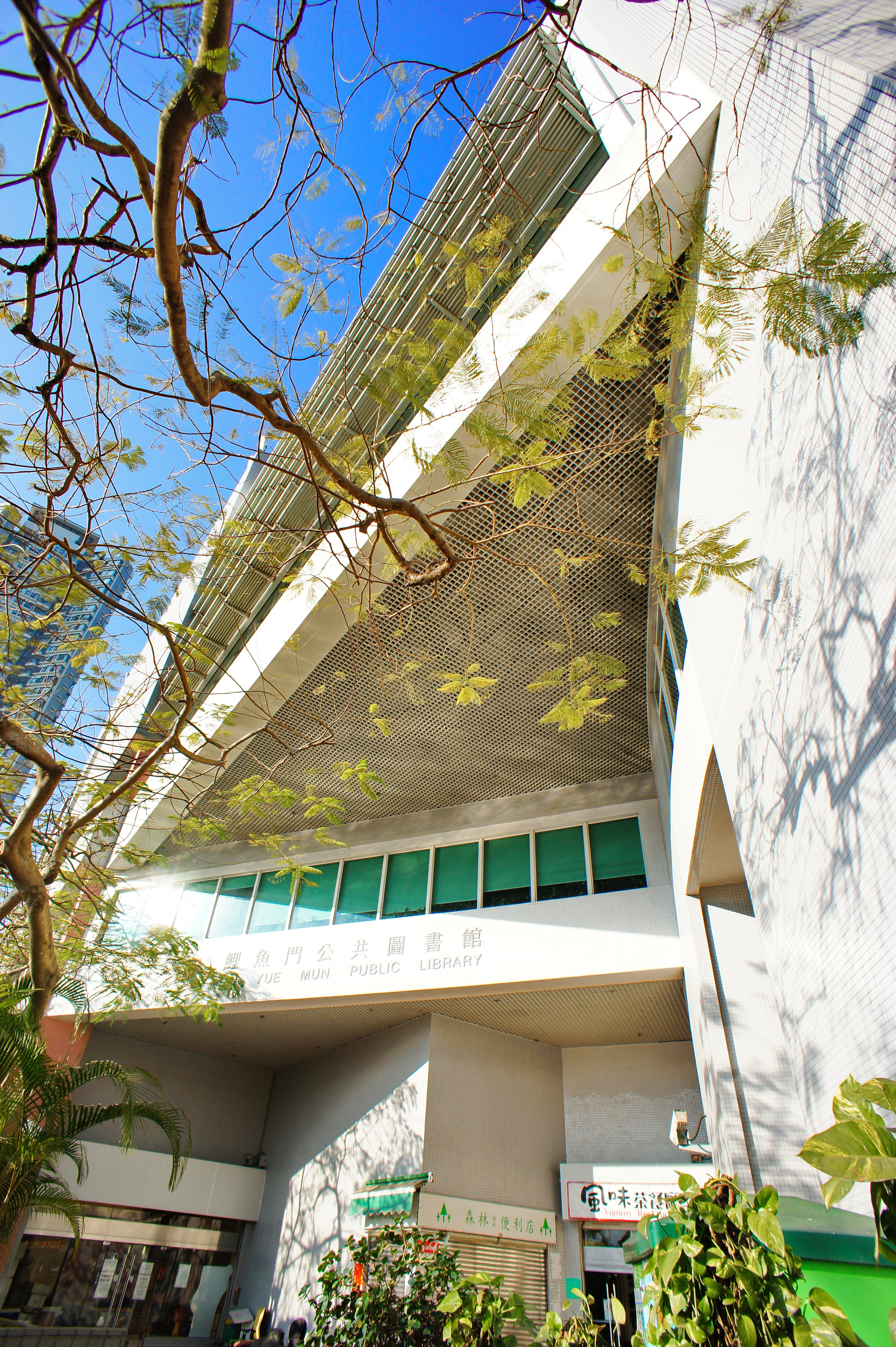
鯉魚門公共圖書館外貌
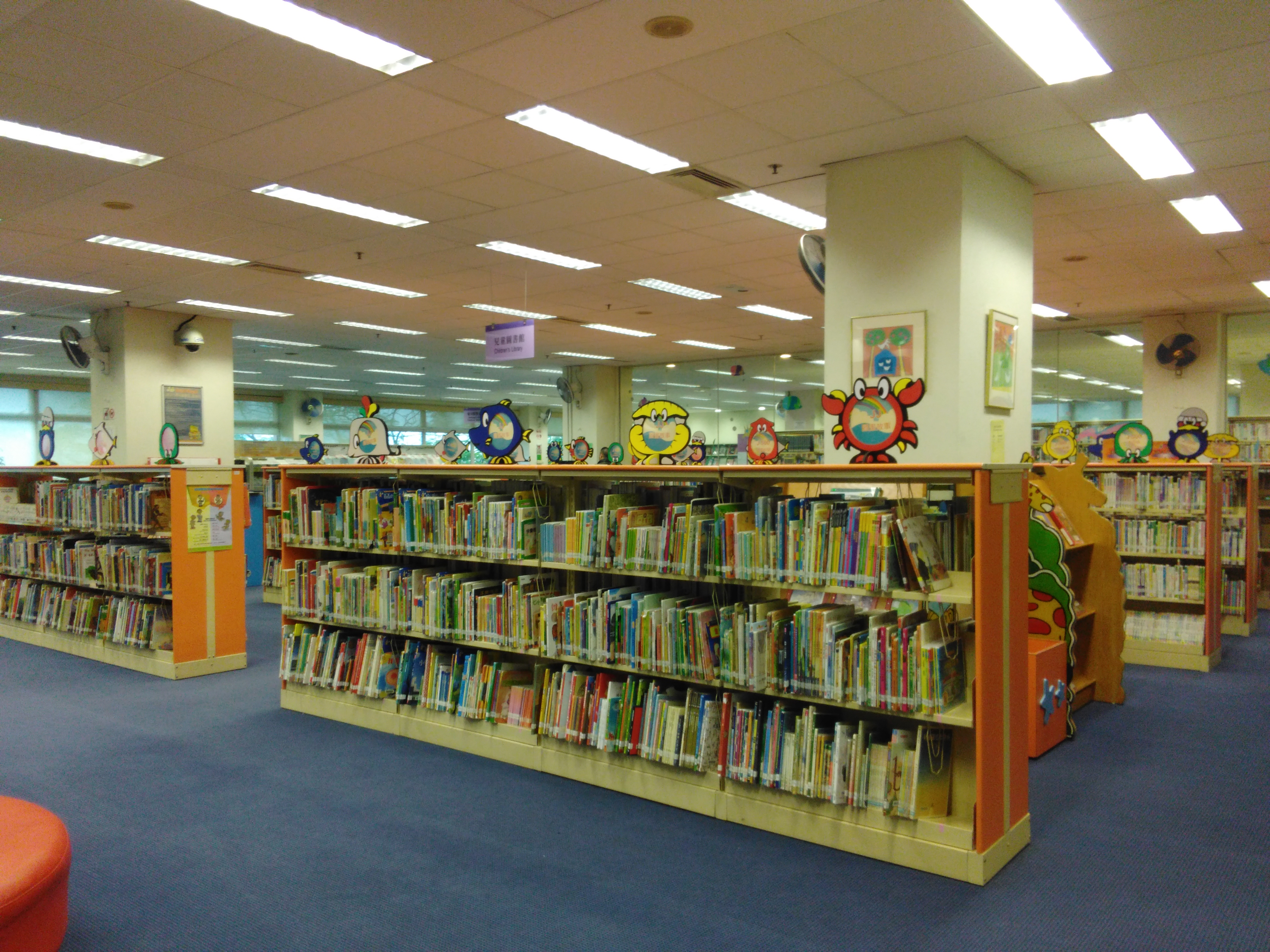
鯉魚門公共圖書館內貌
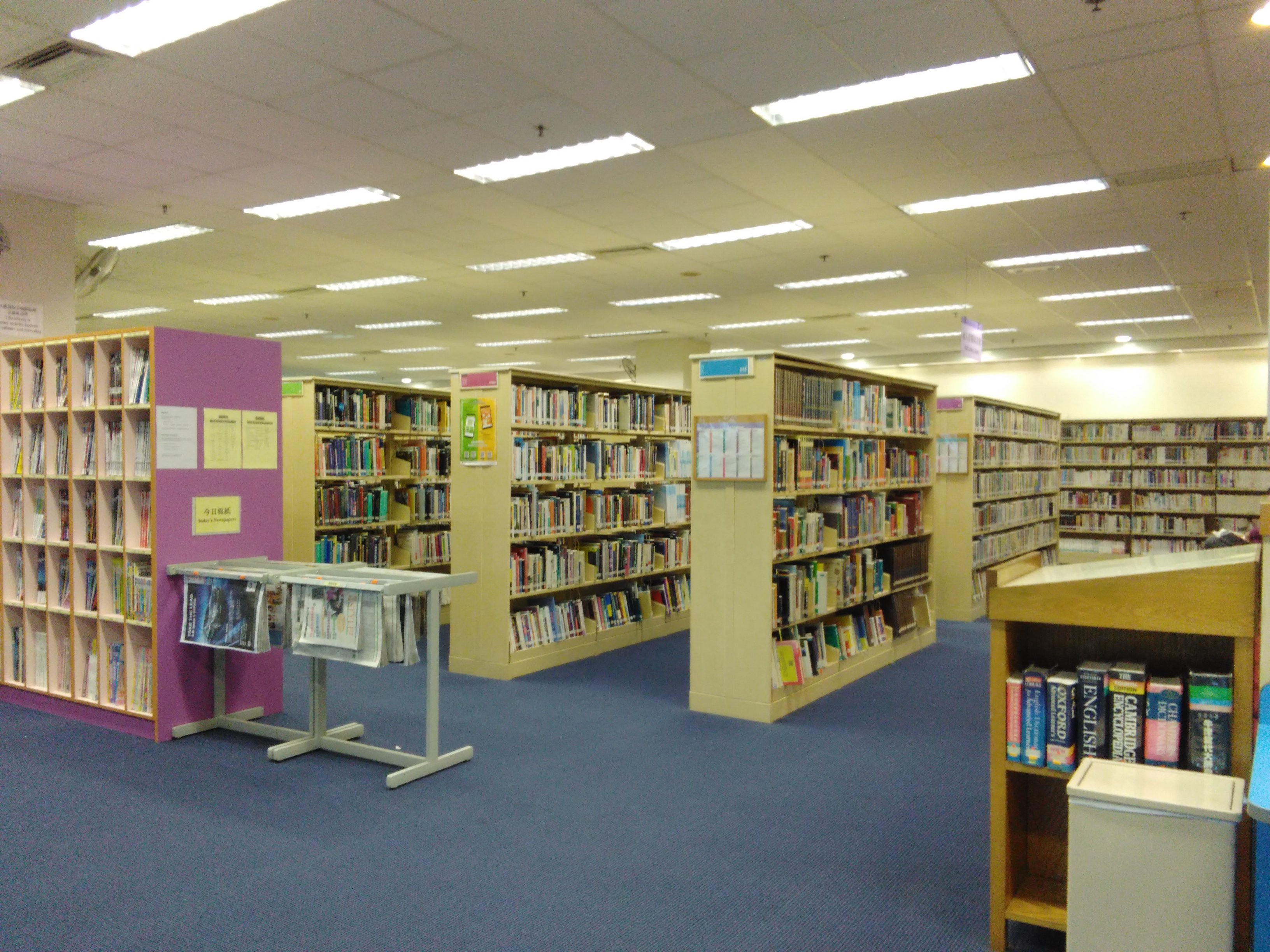
鯉魚門公共圖書館屬於小型圖書館

### 2樓、4樓和5樓
2樓、4樓和5樓為鯉魚門體育館（於2003年1月6日前稱為三家村體育館），屬於多層內嵌式室內建築。

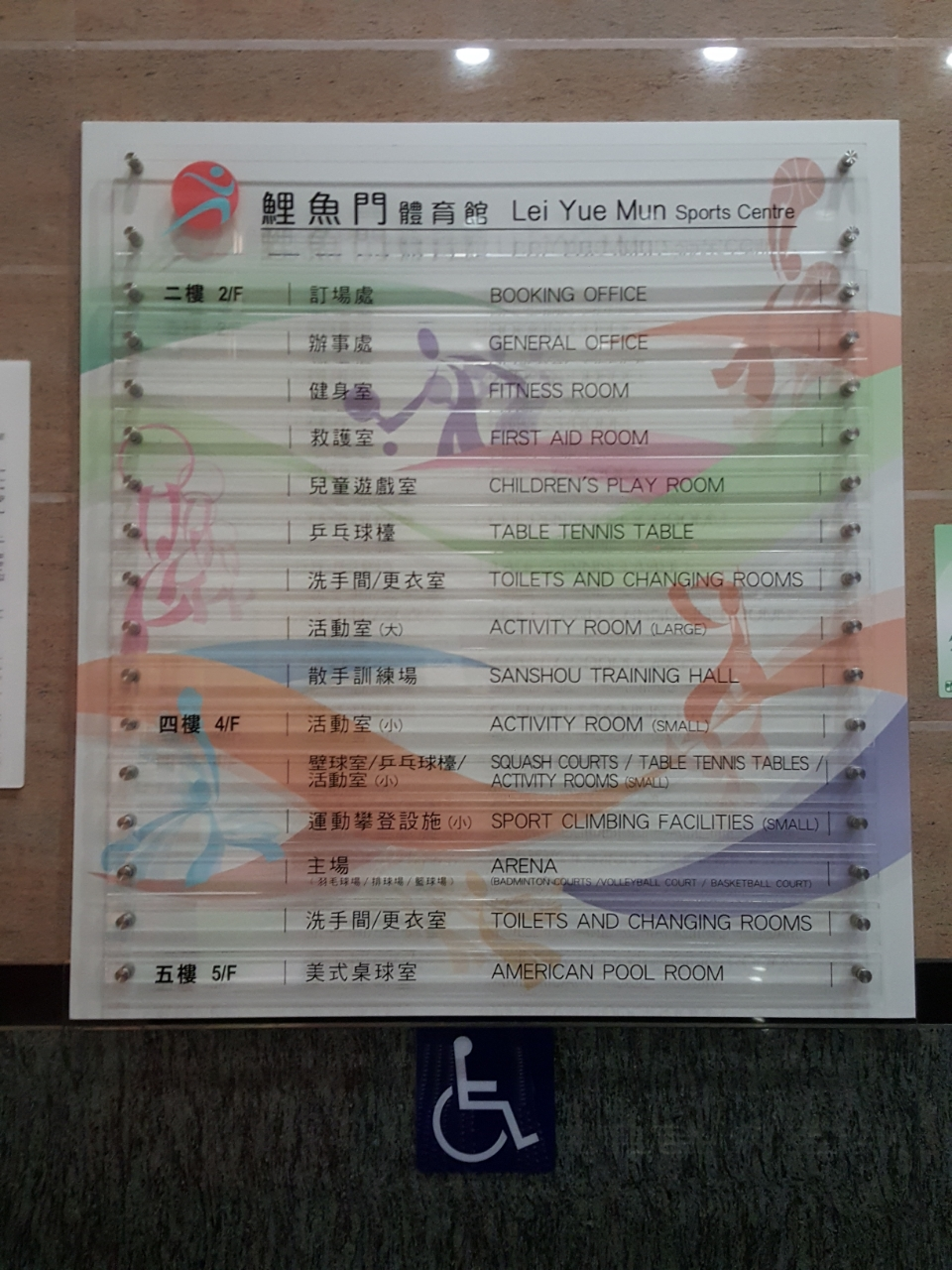
鯉魚門體育館樓層指南

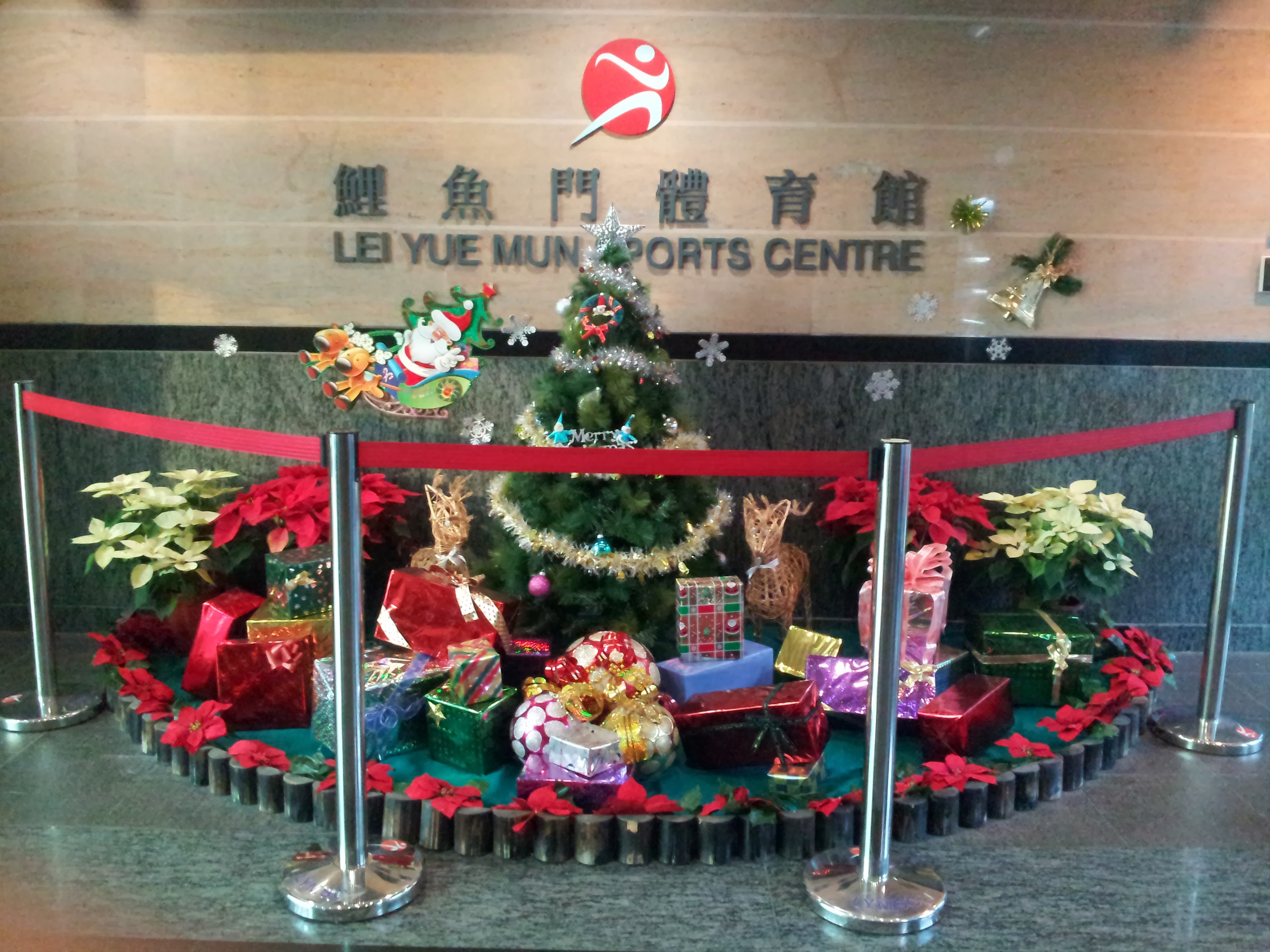
鯉魚門體育館入口，圖為聖誕節期間佈置的裝飾（2013年）
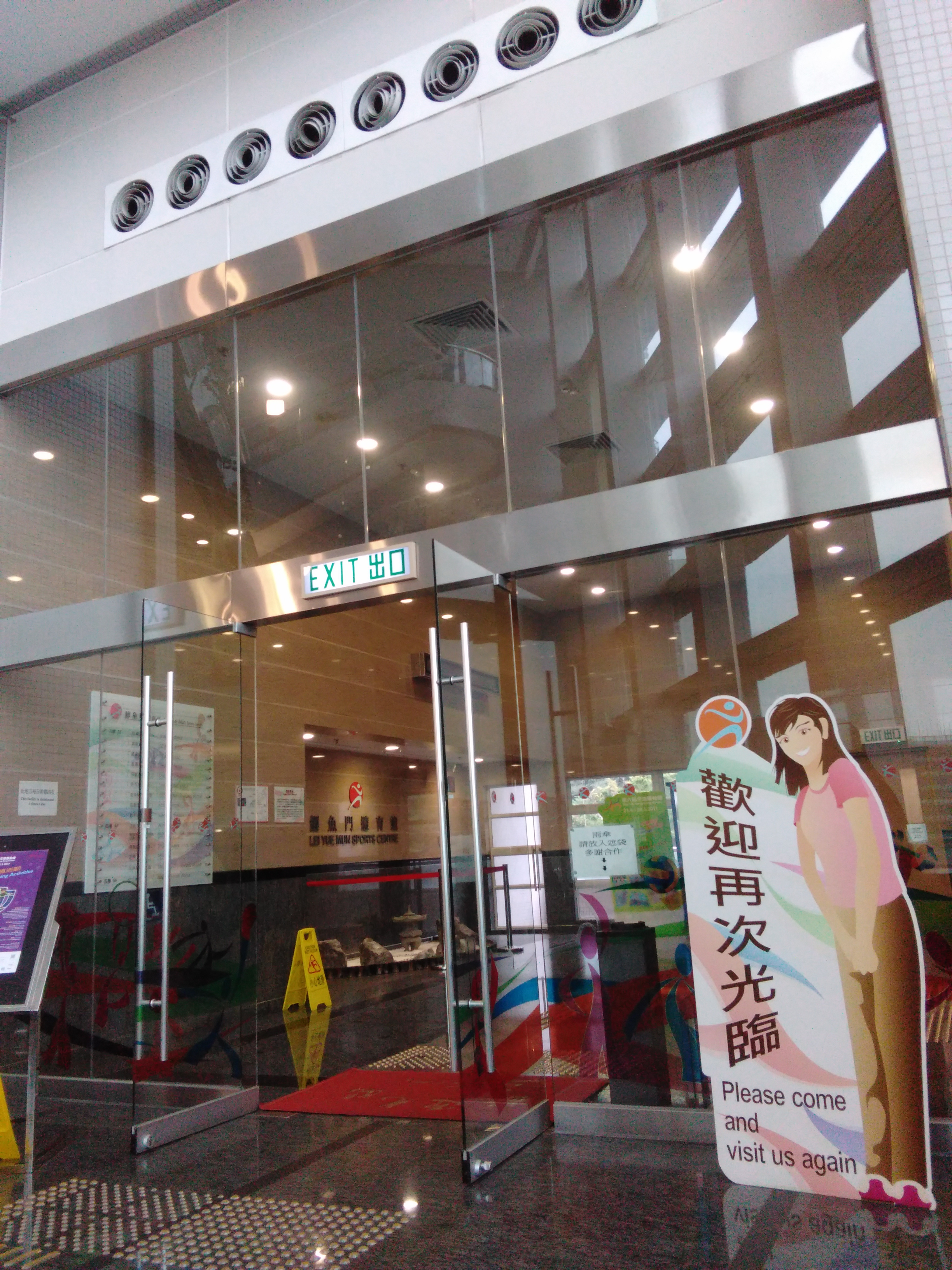
鯉魚門體育館入口
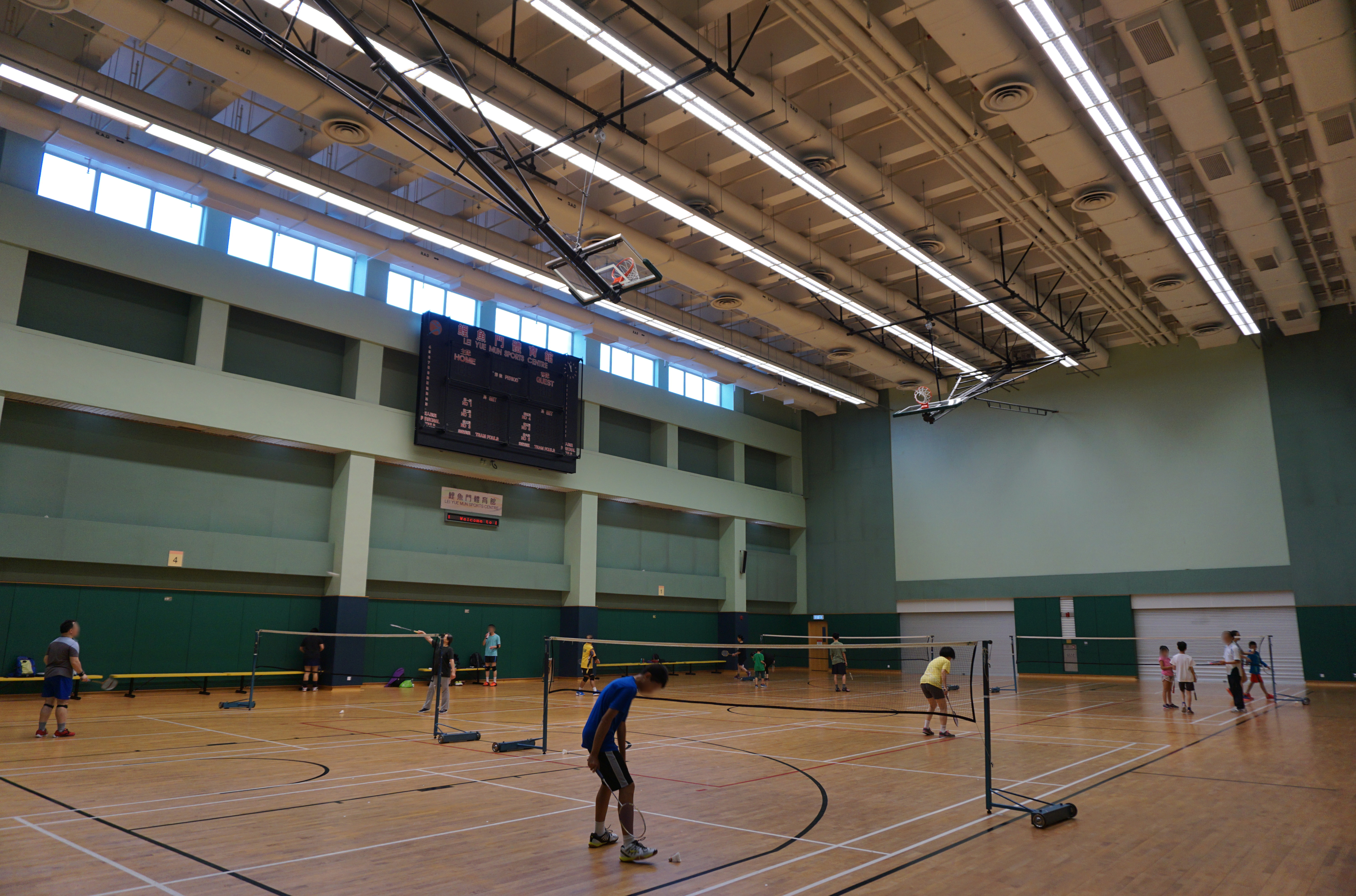
鯉魚門體育館內貌
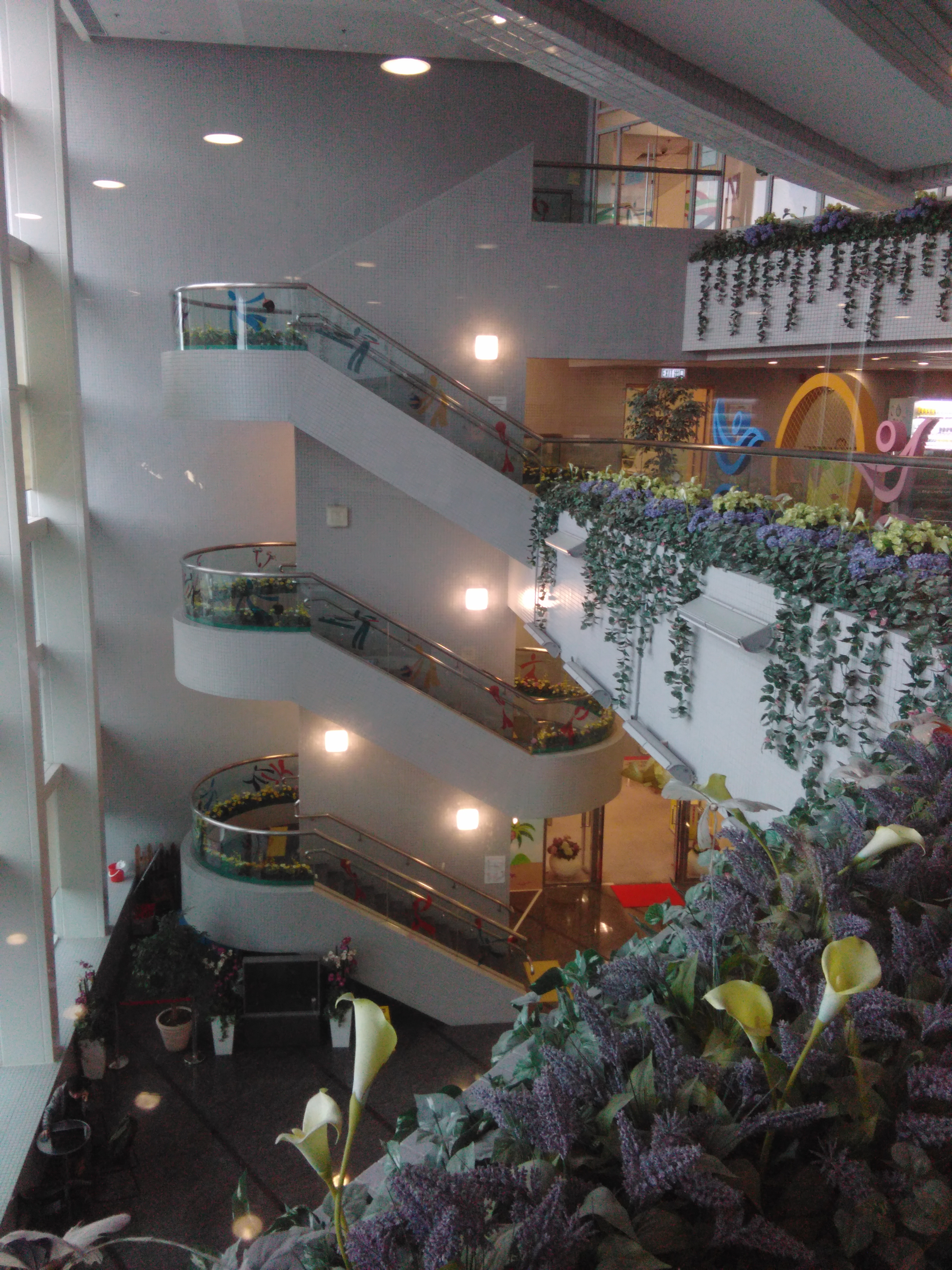
鯉魚門體育館中庭
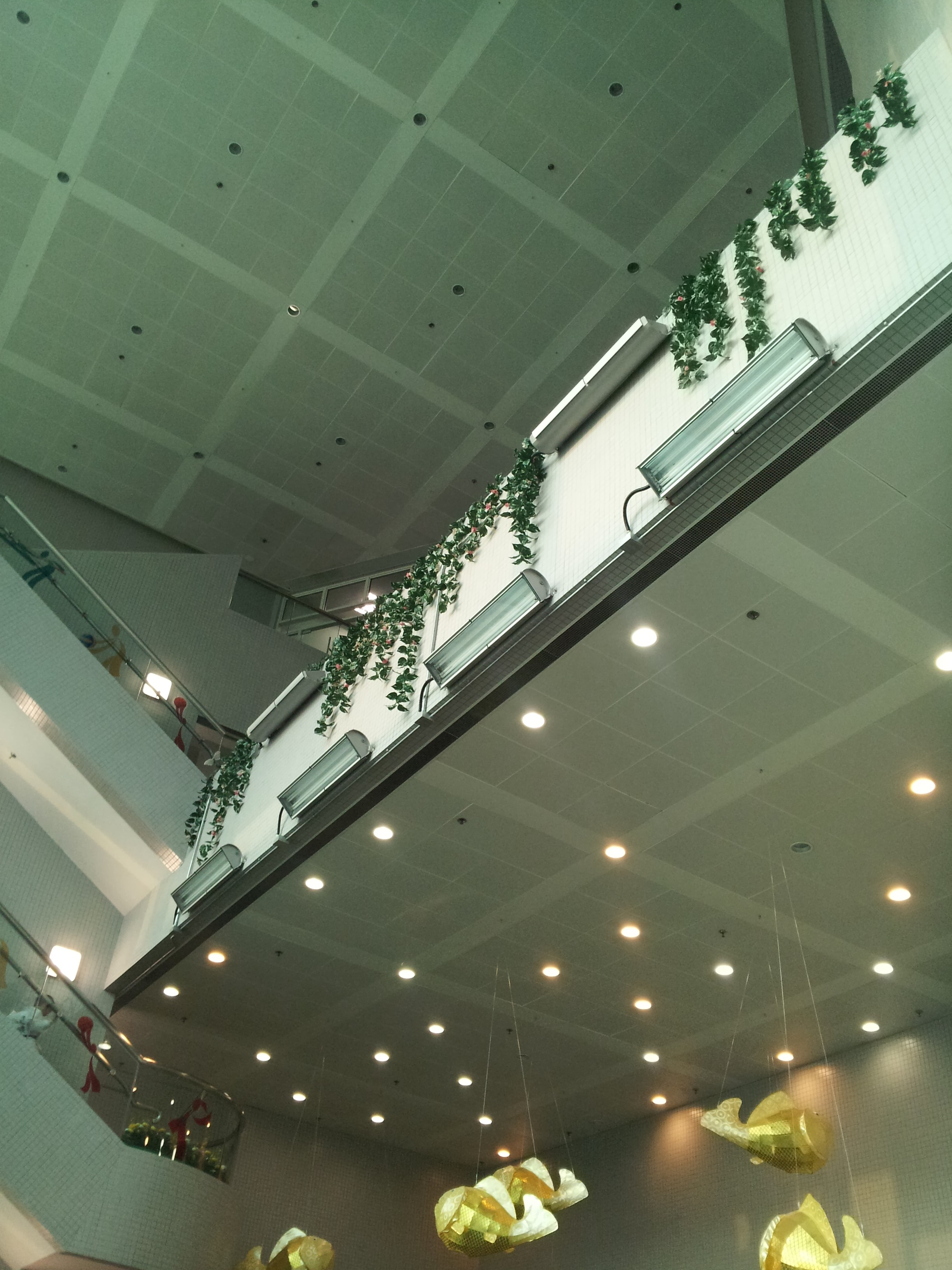
中庭上方吊掛了三條鯉魚裝飾，寓意為鯉魚門和三家村
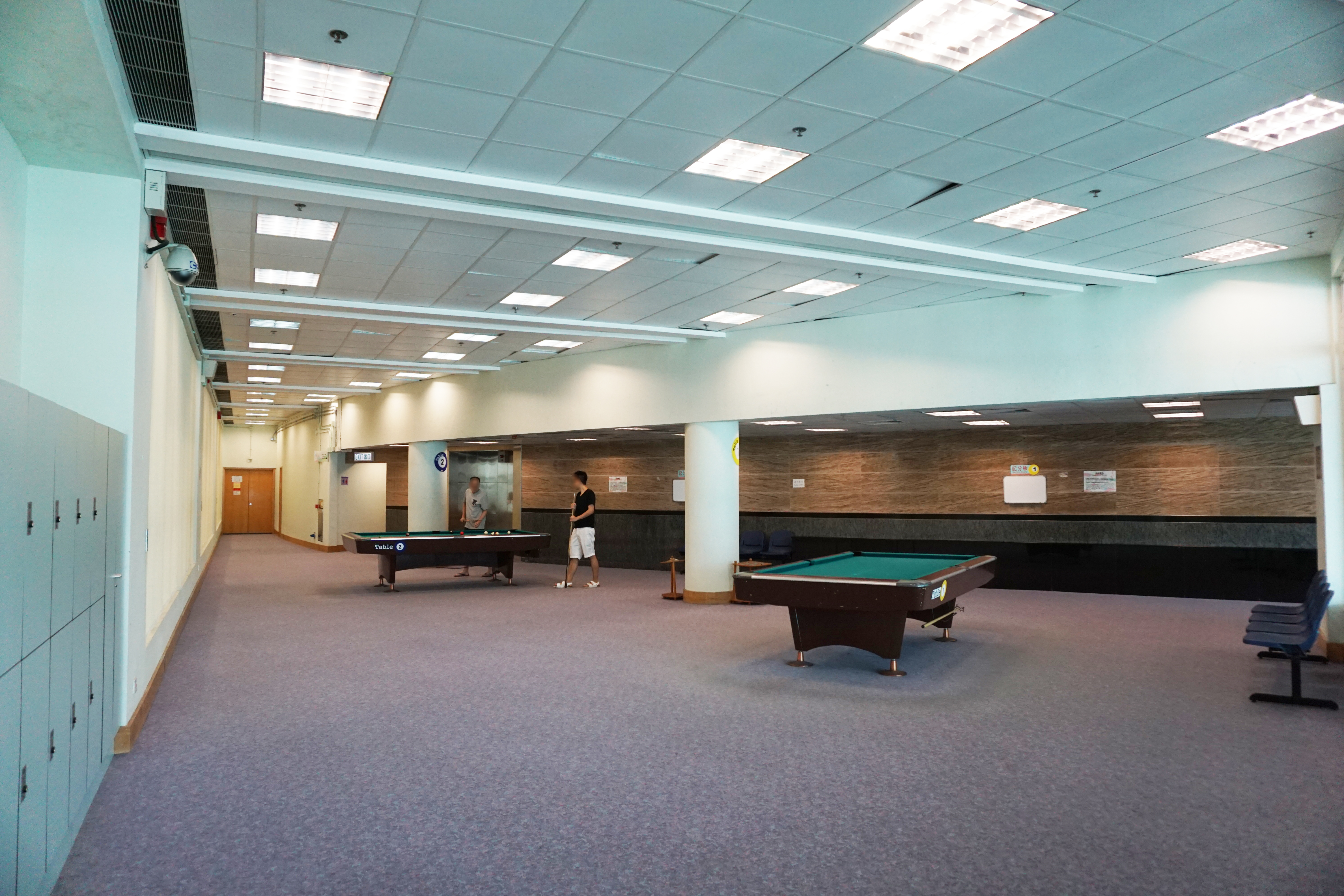
鯉魚門體育館桌球檯

### 3樓和6樓
3樓和6樓為機房，不對外開放。

## 外部連結
- 食環署：鯉魚門街市 （页面存档备份，存于）
- 康文署：鯉魚門體育館 （页面存档备份，存于）
- 康文署：鯉魚門公共圖書館 （页面存档备份，存于）